# Stammliste des Hauses Liechtenstein
Stammliste des Hauses Liechtenstein mit den in der Wikipedia vertretenen Personen und wichtigen Zwischengliedern.

## Von Dietrich von Liechtenstein bis Hartneid III.
1. Hugo von Liechtenstein († 1156)
  1. Dietrich (Liechtenstein) († um 1192)
    1. Dietrich I. (Liechtenstein) († nach 1209) ⚭ N, Tochter von Heinrich von Guntramsdorf
      1. Dietrich II. (Liechtenstein), Herr zu Rohrau († um 1258) ⚭ Margaretha N.
        1. Dietrich von Rohrau († 1277/8) ⚭ Diemut von Faldenberg († 1290/2)
          1. Diemut († 1308) ⚭ Leutold von Stadeck († 1295) ⚭² Ulrich I. von Walsee († 1329)

      2. Heinrich I. von Liechtenstein († 1265/6), Herr zu Nikolsburg, Liechtenstein und Petronell, 1260 Landeshauptmann von Steiermark, ⚭ Diemud N. ⚭² Mechthild N. († nach 1265)
        1. Friedrich I. (Liechtenstein) († um 1310) ⚭ Agnes von Himperg († nach 1310)
          1. Friedrich II. (Liechtenstein) († um 1305) ⚭ Kunigunde N. († um 1300)
            1. Katharina († 1369/74) ⚭ Heinrich von Hagenberg († um 1369)
            2. Elisabeth († nach 1369) ⚭ Otto von Khayau († nach 1369)

          2. Agnes († um 1318) ⚭ N. von Plankenstein

        2. ²Hartneid († 1277)
        3. ²Heinrich II., Herr zu Liechtenstein und Nikolsburg († 13. April 1314) ⚭ Petrissa von Zelking († 1318)
          1. Hartneid II., Herr zu Liechtenstein, Nikolsburg und Eisgrub († 1349/50) ⚭ Agnes (von Heinzel ?) († 1353)
            1. Heinrich III., Herr zu Liechtenstein († um 1369) ⚭ N. von Walsee
              1. Christoph I. († um 1413) ⚭ Barbara von Schenna

            2. Georg
            3. Bartholomäus († nach 1386)
            4. Johann I., Herr zu Nikolsburg und Feldsberg († 1397)[1] ⚭ Agnes von Klingenberg († vor 1387) ⚭² Katharina von Pottendorf ⚭³ Elisabeth von Puchheim († 1408)
              1. 1Katharina († 1397) ⚭ Reinprecht II. von Walsee († 1422)

            5. Hartneid III., „der Ältere“,  († 1376/7) ⚭ Anna von Sternberg
            6. Georg († 1398) ⚭ Dorothea von Puchheim († nach 1387)
            7. Hartneid IV., „der Jüngere“, Herr zu Rosenperg († um 1395) ⚭ Afra von Walsee († 1430), Tochter von Friedrich VI. von Walsee
              1. Johann († um 1395)
              2. Hartneid V. († 1427) ⚭ Dorothea von Capellen († um 1426)
                1. Matthias von Ravensperg († um 1425)
                2. Katharina von Ravensperg († um 1441) ⚭ Reinprecht IV. von Walsee († 1450)
                3. Anna († um 1445) ⚭ Ludwig von Eckartsau

              3. Katharina ⚭ Ludwig von Eckartsau

            8. Heinrich IV., der Jüngere († 1383)
            9. Anna († 13. Februar 1357) ⚭ Seyfried von Kranichsberg, Herr zu Steyregg († 1342)
            10. Elisabeth ⚭ Dietmar von Losenstein († 1358) ⚭² Gotthard von Neitperg ⚭³ Weikard von Winkel
            11. Kunigunde († 1391/6) ⚭ Heinrich von Hackenberg († um 1383) ⚭² Albert Stuchs von Trautmannsdorf († 1403/4)
            12. ? Petrissa, Nonne
            13. ? Andrea/Andreas

          2. Elisabeth († nach 1314)

        4. Margaretha († nach 1265) ⚭ Seifried Bais zu Baissenstein und Clemnitz
        5. Diemud († nach 1265) ⚭ Otto III. von Liechtenstein–Murau († 1311)
        6. Kunigunde († um 1295) ⚭ Otto von Gutrad

      3. Albert von Liechtenstein, Herr zu Petronell († nach 1285)
        1. Hugo, Herr zu Petronell († um 1285/95)
          1. Dietrich, Herr zu Petronell († nach 1307)

        2. Albert, Herr zu Petronell († vor 1291) ⚭ N. von Wildungsmauer († nach 1295)
        3. Peter, Herr zu Petronell († vor 1290)

    2. Albert († 11. Juli 1190) ⚭ Kunigunde N.
      1. Kunigunde, Nonne († vor 1196)

    3. ? Luitgard von Matzen († vor 1195) ⚭ Waldmann von Holnstein-Pastberg
    4. Rapoto († nach 1196)
    5. Wirat, Nonne († nach 1192)
    6. Tochter, Nonne in Klosterneuburg

## Von Hartneid III. von Liechtenstein an
1. Hartneid III., „der Ältere“, († 1376/7) ⚭ Anna von Sternberg
  1. Matthias († 1399)
  2. Johann II., († um 1412) ⚭ Margaretha von Capellen ⚭² Agnes von Kuenring († nach 1417)
    1. ²Johann IV. († 4. Juni 1427) ⚭ Hedwig von Pottendorf († nach 1449/56)
      1. Hedwig († um 1417) ⚭ N. von Pottendorf

    2. ²Ulrich († um 1427) ⚭ Ursula von Stubenberg († nach 1446)
    3. ²Margaretha ⚭ Albrecht von Neitperg

  3. Heinrich V. († um 1418) ⚭ Dorothea von Eckartsau ⚭² Anna von Zelking († 1441/8)
    1. Christoph II., Herr zu Liechtenstein und Nikolsburg  († 1445) ⚭ Anna von Puchheim
      1. Wilhelm, Herr zu Nikolsburg († gefallen 1459) ⚭ Barbara Frangepan († um 1490)
      2. Leonhard († um 1461)
        1. Christoph († um 1460)

    2. Georg III., Herr zu Liechtenstein († 1444) ⚭ Hedwig von Pottendorf († nach 1449)
      1. Johann V. († 1473) ⚭ Perchta von Rosenberg (* 1425; † 1476)
        1. Elisabeth (* 1450; † um 1476) ⚭ Georg von Pottendorf

      2. Heinrich VII., „der Lahme“, († 1483) ⚭ Agnes von Starhemberg (* 1455; † 1501)
        1. Georg VI. (* 1480; † 1548) ⚭ Magdalena von Polheim (* 1497; † nach 1522), Tochter von Wolfgang IV. von Polheim
          1. Anna ⚭ Johann VI. von Liechtenstein (* 1500; † 1552), Sohn von Wolfgang I. von Liechtenstein
          2. Susanna († 1595) ⚭ Georg Hartmann von Liechtenstein (* 1513; † 1562), Sohn von Hartmann von Liechtenstein
          3. Benigna († 1579) ⚭ Otto von Liechtenstein-Murau († 1564)
          4. Martha († 1556) ⚭ Johann Mezirziczsky von Lomnicz (* um 1485; † 1537) ⚭² Dietmar von Losenstein († 1577)

        2. Sebastian (* um 1482; † um 1483)
        3. Erasmus (* 1483; † 1524) ⚭ Barbara von St. Georgen und Pösing (* 1488; † 1578)
        4. Elisabeth († 1517) ⚭ Wolfgang von Rogendorf (* 1483; † 1540)

      3. Christoph III. († 1506) ⚭ NN ⚭² Amalia von Starhemberg
        1. Wolfgang I. (* 1473; † 1520) ⚭ Genowefa von Schaunberg († 1519)
          1. Johann VI. (* 1500; † 1552) ⚭ Anna von Liechtenstein, Tochter von Georg VI. von Liechtenstein ⚭² Esther von Dietrichstein (* 1525; † 1597)
            1. Georg VII. (* 1535; † 1579) ⚭ Eleonore von Königsberg (* 1541; † 1591)
            2. Wolfgang II. (* 1536; † 1585) ⚭ Benigna von Puchheim († 1588)
              1. Friedrich († 1585)
              2. Anna († um 1585)
              3. Magdalena († 1596) ⚭ Adam von Sternberg († 1587)

            3. Johann (* um 1537; † 1568)
            4. Magdalena († um 1573) ⚭ Albert von Kuenring ⚭² Baron Adam Wolf Kraiger von Kraigk
            5. ²Hartmann (* 1544; † 1585)
            6. ²Johann Adam (* 1549; † 1569)
            7. ²Johann Sigismund (* 1552; † jung)
            8. Elisabeth († 1547)
            9. Genowefa († 1601) ⚭ Johann Cernohorsky von Boskowicz (* 1546; † 1589) ⚭² Heinrich, Burggraf von Dohna († 1603)

          2. Margaretha (* 1502)
          3. Wolf Christoph (* 1511; † 1553/85) ⚭ Katharina von Lamberg († nach 1567)
          4. Barbara (* 1514; † 1554) ⚭ Johann von Puchheim

        2. Leonhard (* 1482; † 1534) ⚭ Katharina von Czernahora und Boskowicz
          1. Christoph († 1585) ⚭ Katharina von Gutenstein ⚭² Anna Gorska
            1. ²Christoph ⚭ Salomena Borzita von Budz
              1. Bernhard (* 1630) ⚭ N. von Aldringen
                1. Maximilian Heinrich († um 1688)
                2. Karl Wilhelm († gef. 1688)

            2. ²Johann († jung)

          2. Leonhard

        3. Regine († 1496) ⚭ Michael von Polheim († 1498)

      4. Georg V. († 1484) ⚭ Agnes von Eckartsau († nach 1515)
        1. Hartmann († 1539) ⚭ Amalie von Hohenlohe († um 1511) ⚭² Johanna von Mainburg († 1521)
          1. ²Georg Hartmann (* 1513; † 1562) ⚭ Susanna von Liechtenstein († 1595)
            1. Hartmann II. (* 1544; † 1585)  ⚭ Anna Maria von Ortenburg (* 1547; † 1601)
            2. Sebastian (* 1545; † 1574) ⚭ Amalie von Puchheim
            3. Georg Erasmus (* 1547; † 1591)
            4. Heinrich (* 1548; † 1551)
            5. Anna Susanna (* 1549; † 1596) ⚭ Bernhard, Graf von Hardegg († 1584)
            6. Susanna Johanna (* 1550; † 1551)
            7. Esther (* 1551; † 1558)
            8. Heinrich (* 1554; † 1585)
            9. Friedrich Albrecht (* 1555; † 1556)
            10. Judith (* 1557; † 1581) ⚭ Helmhard Fhr. Jörger von Tollet († 1594)
            11. Johann Septimius (* 1558; † 1595) ⚭ Anna Maria Ludmilla von Salm-Neuburg (* 1568; † 1596)
            12. Friedrich Albrecht (* 1561; † 1585)
            13. Georg Hartmann (* 1562; † 1585)

          2. ²Johann Christoph (* 1515; † 1543) ⚭ Anna Maria Mezirziczsky von Lomnicz
          3. ²Sebastian (* 1520; † jung)

        2. Johann Christoph (* 1515; † 1543)

      5. Elisabeth, Nonne († 1465)
      6. Barbara († 1463) ⚭ Heinrich Strein von Schwarzenau († 1490)

    3. Heinrich († um 1438)

  4. Georg (* um 1360; ermordet † 1419), 1390–1419 Bischof von Trient

## Von Hartmann II. von Liechtenstein an (Karolinische Linie)
1. Hartmann II. (* 1544; † 1585) ⚭ Gräfin Anna Maria zu Ortenburg (* 1547; † 1601), Tochter von Graf Karl zu Ortenburg (* 1502; † 1597)
  1. Karl I. (Liechtenstein) (* 1569; † 1627), 1608 1. Fürst von Liechtenstein, 1614 Herzog von Troppau, 1623 Herzog von Jägerndorf ⚭ Anna Maria von Boskowitz und Černahora (* um 1577; † 1625) – Karolinische Linie 1608–1712
    1. Anna Maria (* 1597; † 1638) ⚭ Fürst Maximilian von Dietrichstein (* 1596; † 1655)
    2. Franziska Barbara (* 1604; † 1655) ⚭ Werner T'Serclaes Graf von Tilly (* 1599; † 1653)
    3. Tochter (* 1610; † jung)
    4. Karl Eusebius (Liechtenstein) (* 1611; † 1684), 1627 2. Fürst von Liechtenstein ⚭ Gräfin Johanna Beatrix von Dietrichstein († 1676)
      1. Ernst Rochus (* 1646; † 1647)
      2. Eleonora Maria Rosalia (* 1647; † 1704) ⚭ Fürst Johann Seyfried von Eggenberg (* 1644; † 1713)
      3. Anna Maria (* 1648; † 1654)
      4. Johanna Beatrix (* 1649; † 1672) ⚭ Fürst Maximilian II. von Liechtenstein (* 1641; † 1709)
      5. Maria Theresia (* 1650; † 1716) ⚭ Graf Jakob Leslie († 1692); ⚭² Graf Johann Balthazar von Wagensperg (* 1642; † 1693)
      6. Franz Dominik (*/† 1652)
      7. Karl Joseph (*/† 1652)
      8. Franz Eusebius (* 1654; † 1655)
      9. Cäcilie (*/† 1655)
      10. Johann Adam I. (Liechtenstein) (* 1657; † 1712), 1699 3. Fürst von Liechtenstein ⚭ Gräfin Erdmunda von Dietrichstein (* 1662; † 1737)
        1. Sohn (*/† 1682)
        2. Elisabeth (* 1683; † 1744) ⚭ Fürst Maximilian II. von Liechtenstein (* 1641; † 1709); ⚭² Herzog Leopold zu Schleswig-Holstein-Sonderburg-Wiesenburg (* 1674; † 1744)
        3. Karl Joseph (* 1684; † 1704)
        4. Maria Antonia (* 1687; † 1750) ⚭ Graf Márk Czobor von Czoborszentmihály († 1728); ⚭² Graf Karl Hrzán von Harras († 1749)
        5. Maria Anna (*/† 1688)
        6. Franz Dominik (* 1689; † 1711)
        7. Gabriele (* 1692; † 1713) ⚭ Fürst Josef von und zu Liechtenstein (* 1690; † 1732)
        8. Maria Theresia (* 1694; † 1772) ⚭ Herzog Thomas Emanuel von Savoyen–Carignan (* 1687; † 1713)
        9. Anton (*/† 1696)
        10. Margaretha (* 1697; † 1702)
        11. Maria Dominika (* 1698; † 1724) ⚭ Fürst Heinrich Joseph von Auersperg (* 1697; † 1783)
        12. Johann Baptist (*/† 1700)

      11. Tochter (*/† 1661)

    5. Heinrich († jung nach 1612)

  2. Maria Susanna (* 1570; † 1580)
  3. Johanna (*/† 1571)
  4. Katharina (* 1572; † 1643) ⚭ Wolfgang Wilhelm von Volkenstorf (* 1567; † 1616)
  5. Weickhard (* 1574; † 1577)
  6. Judith (* 1575; † 1621) ⚭ Freiherr Johann Joachim von Zinzendorf (* 1570; † 1626)
  7. Georg Wolfgang (* 1576; † 1579)
  8. Maximilian I. (* 1578; † 1645), 1623 Fürst ⚭ Katharina von Boskowitz und Černahora (* um 1579; † 1637)
  9. Gundaker (* 1580; † 1658), 1623 Fürst ⚭ Gräfin Agnes von Ostfriesland (* 1584; † 1616); ⚭² Herzogin Elisabeth Lukretia von Teschen (* 1599; † 1653) – Gundakarische Linie

## Von Gundakar von Liechtenstein an (Gundakarische Linie)
1. Gundaker (* 1580; † 1658), Fürst ⚭ Gräfin Agnes von Ostfriesland (* 1584; † 1616); ⚭² Herzogin Elisabeth Lukretia von Teschen (* 1599; † 1653)
  1. Juliana (* 1605; † 1658) ⚭ Graf Nikolaus Fugger zu Nordendorf (* 1596; † 1676)
  2. Elisabeth (* 1606; † 1630)
  3. Maximiliana (* 1608; † 1642) ⚭ Graf Matthias von Thurn und Valsassina
  4. Cäsar (* 1609; † 1610)
  5. Johanna (*/† 1611)
  6. Hartmann (* 1613; † 1686), Fürst ⚭ Altgräfin Sidonia Elisabeth zu Salm-Reifferscheidt (* 1623; † 1688), Tochter von Graf Ernst Friedrich zu Salm-Reifferscheidt
    1. Maximilian II. (* 1641; † 1709), Fürst ⚭ Fürstin Johanna von Liechtenstein (* 1650; † 1672), Tochter von Fürst Karl Eusebius von Liechtenstein (* 1611; † 1684); ⚭² Herzogin Eleonore zu Schleswig-Holstein-Sonderburg-Wiesenburg (* 1655; † 1702), Tochter von Herzog Philipp Ludwig zu Schleswig-Holstein-Sonderburg-Wiesenburg (* 1620; † 1689); ⚭³ Fürstin Elisabeth von Liechtenstein (* 1683; † 1744), Tochter von Fürst Johann Adam I. von Liechtenstein (* 1657; † 1712)
      1. Aloisia Josepha (* 1670; † 1736) ⚭ Graf Franz Wilhelm II. von Hohenems (* 1654; † 1691); ⚭² Graf Jakob Ernst Leslie (* 1669; † 1728)
      2. Maximiliana Beatrix (* 1671; † 1741) ⚭ Graf Johann Sigismund von Rottal († 1717)
      3. ²Karl Ludwig (* 1675; † 1679)
      4. ²Sohn (*/† 1676)
      5. ²Maria Anna (* 1686; † 1690)
      6. ³Maria Charlotta Felicitas (*/† 1704)
      7. ³Maria Josepha (* 1706; † 1723)
      8. ³Karl Joseph (* 1707; † 1708)
      9. ³Maximilian III. Anton (* 1709; † 1711), Fürst

    2. Maria Elisabeth (* 1642; † 1663)
    3. Theresia Maria (* 1643; † 1700) ⚭ Graf Michael Johann II. von Althann (* 1643; † 1701)
    4. Johanna (* 1644; † 1645)
    5. Sidonia Agnes (* 1645; † 1721) ⚭ Graf Johann Karl Pálffy von Erdőd (* 1645; † 1694)
    6. Franz Karl (*/† 1646)
    7. Dominik Hartmann (* 1646; † 1647)
    8. Sohn (*/† 1647)
    9. Katharina (*/† 1648)
    10. Anna Maria (* 1650; † 1704) ⚭ Graf Rudolf Wilhelm von und zu Trauttmansdorff-Weinsberg (* 1646; † 1689)
    11. Ernst Ludwig (*/† 1650)
    12. Franz Ludwig (* 1652; † 1657)
    13. Maria Franziska (* 1653; † 1654)
    14. Karl Joseph (*/† 1654)
    15. Anton Florian (Liechtenstein) (* 1656; † 1721), 1719 Fürst von und zu Liechtenstein ⚭ Gräfin Eleonore Barbara von Thun und Hohenstein (* 1661; † 1723)
      1. Franz Augustin (* 1680; † 1681)
      2. Eleonora (* 1681; † 1685)
      3. Antonia (* 1683; † 1715) ⚭ Graf Johann Adam von Lamberg (* 1677; † 1708); ⚭² Graf Ehrgott Maximilian von Kuefstein (* 1676;† 1728)
      4. Karl Joseph (* 1684; † 1685)
      5. Leopold Johann (* 1685; † 1687)
      6. Tochter (*/† 1687)
      7. Anton Ignaz (* 1689; † 1690)
      8. Joseph Johann Adam (Liechtenstein) (* 1690; † 1732), 1721 Fürst von und zu Liechtenstein ⚭ Fürstin Gabriele von Liechtenstein (* 1692; † 1713); ⚭² Gräfin Maria Anna von Thun und Hohenstein (* 1698; † 1716); ⚭³ Gräfin Maria Anna zu Oettingen-Spielberg (* 1693; † 1729); ⚭4 Gräfin Maria Anna Kottulinsky (* 1707; † 1788)
        1. Karl Anton (* 1713; † 1715)
        2. ³Maria Eleonora (* 1717; † 1718)
        3. ³Joseph Anton (* 1720; † 1723)
        4. ³Theresia (* 1721; † 1753) ⚭ Fürst Joseph I. zu Schwarzenberg (* 1712; † 1782)
        5. ³Johann Nepomuk Karl (Liechtenstein) (* 1724; † 1748), 1732 Fürst von und zu Liechtenstein ⚭ Gräfin Maria Josepha von Harrach zu Rohrau und Thannhausen (* 1727; † 1788)
          1. Maria Anna (* 1745; † 1752)
          2. Joseph Johann Nepomuk (*/† 1747)
          3. Maria Antonia (* 1749; † 1813) ⚭ Fürst Wenzel Paar (* 1744; † 1812)

        6. ³Elisabeth Eleonora (*/† 1728)
        7. Anton Thomas (* 1730; † 1731)
        8. Josepha (* 1733; † 1734)

      9. Innocenz (* 1693; † 1707)
      10. Carolina (* 1694; † 1735) ⚭ Altgraf Franz Wilhelm zu Salm-Reifferscheidt (* 1670; † 1734)
      11. Sohn (*/† 1695)
      12. Franz Joseph (* 1697; † 1699)
      13. Maria Anna (* 1699; † 1753) ⚭ Graf Johann Ernst von Thun und Hohenstein (* 1694; † 1717); ⚭² Fürst Joseph Wenzel von und zu Liechtenstein (* 1696; † 1772)
      14. Maria Anna Eleonora (*/† 1700)
      15. Eleonora (* 1702; † 1757) ⚭ Graf Friedrich August von Harrach zu Rohrau und Thannhausen (* 1696; † 1749)

    16. Johann Ernst (*/† 1657)
    17. Sohn (*/† 1658)
    18. Maria Magdalena (* 1659; † 1687) ⚭ Graf Maximilian von Thun und Hohenstein (* 1638; † 1701)
    19. Ignatz (*/† 1660)
    20. Heinrich Franz (* 1661; † 1663)
    21. Leopold (*/† 1662)
    22. Philipp Erasmus (* 1664; † 1704) ⚭ Gräfin Christiana Theresia zu Löwenstein–Wertheim (* 1665; † 1730), Tochter von Graf Ferdinand zu Löwenstein-Wertheim (* 1616; † 1672)
      1. Joseph Wenzel (Liechtenstein) (* 1696; † 1772), 1748 Fürst von und zu Liechtenstein ⚭ Fürstin Maria Anna von Liechtenstein (* 1699; † 1753)
        1. Philipp Anton (* 1719; † 1723)

      2. Emanuel (* 1700; † 1771) ⚭ Gräfin Maria Antonia von Dietrichstein (* 1706; † 1777), Tochter von Graf Karl Ludwig von Dietrichstein (* 1676; † 1732)
        1. Franz Josef I. (Liechtenstein) (* 1726; † 1781), 1772 Fürst von und zu Liechtenstein ⚭ Gräfin Leopoldine von Sternberg (* 1733; † 1803)
        2. Karl Borromäus (* 1730; † 1789) ⚭ Fürstin Eleonore zu Oettingen-Spielberg (* 1745; † 1812) – Karlische Linie
        3. Philipp (* 1731; † 1757)
        4. Joseph (* 1732; † 1738)
        5. Johann (* 1734; † 1781)
        6. Anton (* 1735; † 1737)
        7. Joseph Wenzel (* 1736; † 1739)
        8. Amalia (* 1737; † 1787) ⚭ Fürst Johann Sigismund Friedrich von Khevenhüller-Metsch (* 1732; † 1801)
        9. Maria Anna (* 1738; † 1814) ⚭ Graf Emanuel Philibert von Waldstein (* 1731; † 1775)
        10. Franziska (* 1739; † 1821) ⚭ Fürst Charles-Joseph von Ligne (* 1735; † 1814)
        11. Christina (* 1741; † 1819) ⚭ Graf Franz Ferdinand Kinsky von Wchinitz und Tettau (* 1738; † 1806)
        12. Maria Theresia (* 1741; † 1766) ⚭ Graf Karl Hieronymus Pálffy von Erdőd (* 1735; † 1816)
        13. Joseph Leopold (* 1743; † 1771)

      3. Johann Anton (* 1702; † 1724)

    23. Sohn (*/† 1665)
    24. Hartmann (* 1666; † 1728)

  7. Anna (* 1615; † 1654)
  8. ²Maria Anna (* 1621; † 1655) ⚭ Gräfin Wilhelm Heinrich Schlik zu Passaun und Weißkirchen († 1652)
  9. ²Ferdinand (* 1622; † 1666) ⚭ Gräfin Dorothea Anna zu Lodron (* 1619; † 1666)
  10. ²Albert (* 1625; † 1627)

## Von Franz Josef I. (Liechtenstein) an
1. Franz Josef I. (Liechtenstein) (* 1726; † 1781), 1772 Fürst von und zu Liechtenstein ⚭ Gräfin Leopoldine von Sternberg (* 1733; † 1809)
  1. Josef (* 1752; † 1754)
  2. Leopoldine (* 1754; † 1823) ⚭ Landgraf Emanuel von Hessen-Rheinfels-Rotenburg (* 1746; † 1812)
  3. Antonia (* 1756; † 1821), Nonne
  4. Franz Josef (* 1758; † 1760)
  5. Alois I. (Liechtenstein) (* 1759; † 1805), 1781 Fürst von und zu Liechtenstein ⚭ Gräfin Karoline von Manderscheid-Blankenheim (* 1768; † 1831)
  6. Johann I. Josef (Liechtenstein) (* 1760; † 1836), 1805 Fürst von und zu Liechtenstein ⚭ Landgräfin Josefa zu Fürstenberg-Weitra (* 1776; † 1848)
    1. Leopoldine (* 1793; † 1808)
    2. Alois II. (Liechtenstein) (* 1796; † 1858), 1836 Fürst von und zu Liechtenstein ⚭ Gräfin Franziska Kinsky von Wchinitz und Tettau (* 1813; † 1881)
      1. Marie (* 1834; † 1909) ⚭ Graf Ferdinand von Trauttmansdorff-Weinsberg (* 1825; † 1896)
      2. Caroline (* 1836; † 1885) ⚭ Fürst Alexander von Schönburg-Hartenstein (* 1826; † 1896)
      3. Sophie (* 1837; † 1899) ⚭ Fürst  Karl Heinrich zu Löwenstein-Wertheim-Rosenberg (* 1834; † 1921)
      4. Aloysia (* 1838; † 1920) ⚭ Graf Heinrich von Fünfkirchen (* 1830; † 1885), Sohn von Graf Otto Franz von Fünfkirchen (* 1800; † 1872)
      5. Ida (* 1839; † 1921) ⚭ Fürst Adolf Josef zu Schwarzenberg (* 1839; † 1914), Sohn von Fürst Johann Adolf II. zu Schwarzenberg (* 1799; † 1888)
      6. Johann II. (Liechtenstein) (* 1840; † 1929), 1858 Fürst von und zu Liechtenstein
      7. Franziska (* 1841; † 1858)
      8. Henriette (* 1843; † 1931) ⚭ Prinz Alfred von und zu Liechtenstein (* 1842; † 1907)
      9. Anna (* 1846; † 1924) ⚭ Fürst Georg Christian von Lobkowitz (* 1835; † 1908)
      10. Therese (* 1850; † 1938) ⚭ Prinz Arnulf von Bayern (* 1852; † 1907)
      11. Franz I. (Liechtenstein) (* 1853; † 1938), 1929 Fürst von und zu Liechtenstein ⚭ Elsa von Gutmann (* 1875; † 1947)

    3. Sophie (* 1798; † 1869) ⚭ Graf Vinzente Esterházy von Galántha (* 1787; † 1835)
    4. Maria (* 1800; † 1884)
    5. Franz (* 1802; † 1887) ⚭ Gräfin Julia Potocka (* 1818; † 1895), Tochter von Graf Alfred Potocki (* 1786; † 1862)
      1. Alfred (* 1842; † 1907) ⚭ Prinzessin Henriette von und zu Liechtenstein (* 1843; † 1931)
        1. Franziska (* 1866; † 1939)
        2. Franz (* 1868; † 1929)
        3. Julia (*/† 1868)
        4. Alois (* 1869; † 1955) ⚭ Erzherzogin Elisabeth Amalie von Österreich (* 1878; † 1960)
          1. Franz Josef II. (Liechtenstein) (* 1906; † 1989), 1938 Fürst von und zu Liechtenstein ⚭ Georgina Gräfin von Wilczek (* 1921; † 1989)
            1. Hans Adam II. (Liechtenstein) (* 1945), seit 1989 Fürst von und zu Liechtenstein ⚭ Marie Gräfin Kinsky von Wchinitz und Tettau (* 1940; † 2021)
              1. Alois (* 1968), Erbprinz ⚭ Sophie Prinzessin von Bayern (* 1967)
                1. Joseph Wenzel (* 1995)
                2. Marie-Caroline (* 1996)
                3. Georg (* 1999)
                4. Nikolaus (* 2000)

              2. Maximilian (* 1969) ⚭ Angela Brown (* 1958)
                1. Alfons (* 2001)

              3. Constantin (* 1972; † 2023) ⚭ Marie Gräfin Kálnoky von Kőröspatak (* 1975)
              4. Tatjana (* 1973) ⚭ Philipp von Lattorff (* 1968)

            2. Philipp (* 1946) ⚭ Isabelle de l'Abre de Malander (* 1949)
              1. Alexander (* 1972) ⚭ Astrid Kohl (* 1968)
              2. Wenzeslaus (* 1974)
              3. Rudolf (* 1975) ⚭ Tilsim Tanberk (* 1974)

            3. Nikolaus (* 1947) ⚭ Prinzessin Margaretha von Luxemburg (* 1957), Tochter von Großherzog Jean (Luxemburg) (* 1921; † 2019)
              1. Leopold Emanuel (*/† 1984)
              2. Maria Anunciata (* 1985) ⚭ Emanuele Musini (* 1979)
              3. Marie-Astrid (* 1987) ⚭ Ralph Worthington (* 1985)
              4. Josef-Emanuel (* 1989) ⚭ María Claudia Echavarría Suárez (* 1988)

            4. Nora (* 1950) ⚭ Vicente Sartorius y Cabeza de Vaca, Marqués de Mariño (* 1931; † 2002)
            5. Wenzel (* 1962; † 1991)

          2. Maria Theresia (* 1908; † 1973) ⚭ Artur Graf Strachwitz von Groß-Zauche und Camminetz (* 1905; † 1996)
          3. Karl Alfred (* 1910; † 1985) ⚭ Agnes von Österreich (* 1928; † 2007), Tochter von Erzherzog Hubert Salvator von Österreich (* 1894; † 1971)
            1. Dominik (* 1950; † 2009) ⚭ Eva Maria Lösch (* 1943; † 1998)
            2. Andreas (* 1952) ⚭ Silvia Prieto Figueroa (* 1952)
            3. Gregor (* 1954)
            4. Alexandra (* 1955; † 1993) ⚭ Hans Lovrek (* 1954), geschieden
            5. Maria-Pia (* 1960) ⚭ Max Kothbauer (* 1950)
            6. Katharina (* 1964) ⚭ Jeremy Kelton (* 1960); ⚭² Andrew Duncan Gammon (* 1958)
            7. Birgitta (* 1967) ⚭ Otto Graf Jankovich-Bésán de Pribér (* 1967)

          4. Georg (* 1911; † 1998) ⚭ Marie Christine Herzogin von Württemberg (* 1924), Tochter von Herzog Philipp II. Albrecht von Württemberg (* 1893; † 1975)
            1. Margarita (* 1950; † 2013) ⚭ Hans Peter Klien (* 1946; † 2014)
            2. Maria Assunta (* 1952) ⚭ Harald Link (* 1955)
            3. Isabelle (* 1954) ⚭ Raimund Graf zu Erbach-Fürstenau (* 1951; † 2017)
            4. Christoph (* 1958)
            5. Marie Helene (* 1960)
            6. Georgina (* 1962) ⚭ Clemens Graf von Waldburg zu Zeil und Trauchburg (* 1960)
            7. Michaela (* 1969) ⚭ Alexander Heuken (* 1977)

          5. Ulrich (* 1913; † 1978)
          6. Henriette (* 1914; † 2011) ⚭ Peter Graf und Edler Herr von und zu Eltz (* 1909; † 1992)
          7. Alois (* 1917; † 1967)
          8. Heinrich (* 1920; † 1993) ⚭ Amalie Gräfin Podstatzky-Lichtenstein (* 1935; † 2025)
            1. Elisabeth (* 1969) ⚭ Gilles Rouvinez (* 1964)
            2. Hubertus (* 1971) ⚭ Claudia Rüegg (* 1974)
            3. Marie Therese (* 1974)

        5. Theresia (* 1871; † 1964)
        6. Johannes (* 1873; † 1959) ⚭ Gräfin Marizza Andrássy von Csíkszentkíraly und Krasznahorka (* 1886; † 1961)
          1. Alfred Géza (* 1907; † 1992) ⚭ Ludmilla Prinzessin von Lobkowitz (* 1908; † 1974), Tochter von Fürst Friedrich von Lobkowitz (* 1881; † 1923)
            1. Maria Christina (* 1933; † 2009) ⚭ Roland de Roys de Lédignan Saint Michel (* 1934; † 2017)
            2. Franz Géza (* 1935), auf Schloss Hollenegg und Schloss Frauental, ⚭ Laura Malvezzi Campeggi (* 1941; † 2011)
              1. Laurentia (*/† 1971)
              2. Alfred Paolo (* 1972) ⚭ Alice Stori Deserti (* 1978)
              3. Lukas (* 1974) ⚭ Nathalie Etchart (* 1972)
              4. Livia (* 1977) ⚭ Richard Turner (* 1974)

            3. Friedrich  (* 1937; † 2010), auf Riegersburg, ⚭ Annemarie Ortner (* 1948)
              1. Emanuel (* 1978) ⚭ Sonja Monschein (* 1982)
              2. Ulrich (* 1983)

            4. Anton (* 1940) ⚭ Rosmarie Freiin Dreihann-Holenia von Sulzberg am Steinhovn (* 1943)
              1. Ludmilla (* 1974) ⚭ Christoph Graf Calice (* 1964)
              2. Georg (* 1977)

          2. Emanuel (* 1908; † 1987)
          3. Hans (* 1910; † 1975) ⚭ Karoline Gräfin von Ledebur-Wicheln (* 1912; † 1996), Tochter von Eugen Graf von Ledebur-Wicheln (* 1873; † 1945)
            1. Maria (* 1937; † 2002)
            2. Eugen (* 1939) ⚭ Maria Theresia Gräfin von Goëss (* 1945)
              1. Johannes (* 1969) ⚭ Kinga Gräfin Károlyi de Nagykároly (* 1973)
              2. Anna (* 1970) ⚭ Alexander Graf Kottulinsky (* 1967)
              3. Marie Ileana (* 1974) ⚭ Ferdinand Graf von und zu Trauttmansdorff-Weinsberg (* 1970)
              4. Sophie (* 1984) ⚭ Clemens Graf von Hoyos (* 1981)

            3. Albrecht (* 1940; † 2017), 1971 Freiherr von Landskron ⚭ Tamara Nyman (* 1939), 1966 Baronin von Landskron; ⚭² Mylena Tulio (* 1940)
              1. Tatjana (* 1965; † 2001), Freiin von Landskron ⚭ Bruno Roland Thurnherr (* 1962)
              2. Albrecht (* 1967), Freiherr von Landskron
              3. ²Lorenza (* 1973), Freiin von Landskron ⚭ Don Antonio del Balzo (* 1961), geschieden; ⚭² Francesco Trapani (* 1957)

            4. Barbara (* 1942) ⚭ Prinz Alexander von Jugoslawien (* 1924; † 2016), Sohn von Prinz Paul von Jugoslawien (* 1893; † 1976)

          4. Constantin (* 1911; † 2001) ⚭ Marie Elisabeth von Leutzendorff (* 1921; † 1944); ⚭² Helene (Ilona) Gräfin Esterházy von Galántha (* 1921; † 2019)
            1. Monica (* 1942) ⚭ André Franz Jordan (* 1933; † 2024), geschieden

        7. Alfred (* 1875; † 1930) ⚭ Therese Maria Prinzessin zu Oettingen-Wallerstein (* 1887; † 1971), Tochter von Prinz Moritz zu Oettingen-Wallerstein (* 1838; † 1910)
          1. Maria Benedikta (* 1913; † 1992)
          2. Johann Moritz (* 1914; † 2004) ⚭ Clothilde Prinzessin von Thurn und Taxis (* 1922; † 2009)
            1. Diemut (* 1949) ⚭ Ulrich Köstlin (* 1952), geschieden
            2. Gundakar (* 1949) ⚭ Marie Prinzessin d'Orléans (* 1959), Tochter von Henri d’Orléans, Comte de Paris (* 1933; † 2019)
              1. Johann (* 1993) ⚭ Felicitas Gräfin von Hartig (* 1994)

            3. Alfred (* 1951) ⚭ Raffaella Ida Sangiorgi (* 1966), geschieden
            4. Adelgunde (* 1953)
            5. Emmeram (* 1955)
            6. Eleonore (* 1958)
            7. Hugo (* 1964) ⚭ Arabella Ohlmaier (* 1971), geschieden
              1. Maria Aurelia (* 1998)

          3. Heinrich (* 1916; † 1991) ⚭ Elisabeth von Österreich (* 1922; † 1993), Tochter von Kaiser Karl I. (Österreich-Ungarn) (* 1887; † 1922)
            1. Vincenz (* 1950; † 2008), auf Schloss Waldstein, ⚭ Hélène de Cossé-Brissac (* 1960), Ehe annulliert; ⚭² Roberta Valeri Manera (* 1953)
              1. Adelheid (* 1981) ⚭ Dominik Graf Coudenhove-Kalergi (* 1973)
              2. Hedwig (* 1982) ⚭ Olivier de Quélen (* 1980)

            2. Michael (* 1951) ⚭ Hildegard Peters (* 1948)
            3. Charlotte (* 1953) ⚭ Pieter van der Byl (* 1923; † 1999)
            4. Christof (* 1956)
            5. Karl (* 1957) ⚭ Gabriele Praschl-Bichler (* 1958)

          4. Eleonore (* 1920; † 2008)

        8. Heinrich (* 1877; † 1915), gefallen
        9. Karl Aloys (* 1878; † 1955) ⚭ Elisabeth Fürstin von Urach (* 1894; † 1962)
          1. Wilhelm (* 1922; † 2006), 1950–1980 Graf von Hohenau ⚭ Emma von Gutmannsthal-Benvenuti (* 1926; † 1984)
            1. Felix (* 1951), Graf von Hohenau
            2. Benedikt (* 1953; † 2019), Graf von Hohenau ⚭ Maria Schoisswohl (* 1958)
            3. Maria Theresia (* 1953; † 2011) ⚭ Aurel Dessewffy de Csernek et Tarkeö (* 1950)
            4. Stefan (* 1957), Graf von Hohenau ⚭ Andrea von Kloss (* 1958)
            5. Heinrich (* 1964)

          2. Maria Josepha (* 1923; † 2005)
          3. Franziska (* 1930; † 2006) ⚭ Rochus Graf von Spee (* 1925; † 1981), Sohn von Graf Stephan von Spee (* 1866; † 1956)
          4. Wolfgang (* 1934) ⚭ Gabriele Gräfin Basselet von La Rosée (* 1949)
            1. Stephanie (* 1976)
            2. Leopold (* 1978) ⚭ Barbara Wichart (* 1979)

        10. Georg (* 1880; † 1931), Benediktinermönch

      2. Josefina (* 1844; † 1854)
      3. Aloys (* 1846; † 1920) ⚭ Mary Fox (* 1850; † 1878); ⚭² Johanna von Klinkosch (* 1849; † 1925), Tochter von Josef Carl Ritter von Klinkosch (* 1822; † 1888)
        1. Sophie (* 1873; † 1947) ⚭ Franz von Ürményi (* 1853; † 1934)
        2. Julie (* 1874; † 1950)
        3. Henriette (* 1875; † 1958), Nonne
        4. Marie (* 1877; † 1939) ⚭ Franz Graf von Meran (* 1868; † 1949), Sohn von Graf Franz von Meran (* 1839; † 1891)

      4. Heinrich (* 1853; † 1914)

    6. Karl (* 1803; † 1871) ⚭ Rosalie d'Hemricourt, Gräfin von Grünne (* 1805; † 1841)
      1. Rudolph (* 1833; † 1888) ⚭ Gräfin Klara Sermage (* 1836; † 1909), geschieden; ⚭² Hedwig Stein (* 1877; † 1921)
        1. Klara (*/† 1861)

      2. Philipp (* 1837; † 1901) ⚭ Gräfin Marianna Marcolini († 1864); ⚭² Franziska Todesco (* 1843[2]; † 1921)
        1. Karl (* 1862; † 1893)
        2. Joseph Philipp (*/† 1863)

      3. Albertine (* 1838; † 1844)

    7. Klothilda (* 1804; † 1807)
    8. Henriette (* 1806; † 1886) ⚭ Graf Josef von Hunyady (* 1801; † 1869)
    9. Friedrich (* 1807; † 1885), General der Kavallerie ⚭ Sophie Löwe (* 1815; † 1866)
    10. Eduard (* 1809; † 1864), österreichischer Feldmarschall-Leutnant ⚭ Gräfin Honorata Chołoniewska (* 1813; † 1869)
      1. Aloys (* 1840; † 1885) ⚭ Anna Gräfin von Degenfeld-Schonburg (* 1849; † 1933)
        1. Friedrich (* 1871; † 1959) ⚭ Maria Gräfin Apponyi de Nagy-Appony (* 1877; † 1956)
          1. Aloys (* 1898; † 1943), gefallen ⚭ Hertha-Marie Gräfin Wolffskeel von Reichenberg (* 1919; † 2014), Tochter von Luitpold Graf Wolffskeel von Reichenberg (* 1879; † 1964)
            1. Luitpold (* 1940; † 2016) ⚭ Ulrike Gräfin von Habsburg (* 1945), geschieden; ⚭² Edith Pelchen (* 1946)
              1. Friedrich (*/† 1970)
              2. Carl (* 1978)

            2. Maria-Gabrielle (* 1942) ⚭ Alfons Brandis (* 1922; † 2001)

          2. Andrea (* 1898; † 1944) ⚭ Peter Graf von Ueberacker (* 1895; † 1961)
          3. Alfred (* 1900; † 1972) ⚭ Polixena Gräfin von Collalto und San Salvatore (* 1905; † 1984)
            1. Alexander (* 1929; † 2012), auf Schloss Rosegg, ⚭ Josephine Prinzessin zu Löwenstein-Wertheim-Rosenberg (* 1937), Tochter von Karl Fürst zu Löwenstein-Wertheim-Rosenberg (* 1904; † 1990)
              1. Christian (* 1961) ⚭ Marie-Christine Gräfin von Waldburg-Zeil-Hohenems (* 1962)
              2. Stefan (* 1961) ⚭ Florentine Gräfin von Thun und Hohenstein (* 1963)
              3. Emanuel (* 1964) ⚭ Alexandra Gräfin Kálnoky von Kőröspatak (* 1966)

            2. Elisabeth (* 1932; † 2018) ⚭ Ricardo, Baron Winspeare Guicciardi (* 1912; † 2002)
            3. Franz (* 1935; † 1987)

          4. Alexander (* 1901; † 1926)
          5. Aloisia (* 1904; † 1993) ⚭ Josef Ritter von Miller zu Aichholz (* 1897; † 1976)

        2. Eduard (* 1872; † 1951) ⚭ Olga Gräfin von Pückler und Limpurg (* 1873; † 1966)
          1. Johannes (* 1899; † 1979) ⚭ Aleene McFarland (* 1902; † 1983), geschieden; ⚭² Jean French (* 1917; † 2005)
          2. Ferdinand (* 1901; † 1981) ⚭ Shelagh Brunner (* 1902; † 1983), 1951 Gräfin von Rietberg, geschieden; ⚭² Brita Nordenskiöld (* 1919; † 1971), geschieden; ⚭³ Dorothy Haidel (* 1893; † 1961); ⚭4 Georgette Maria Ansay (* 1916; † 2003), 1975 Prinzessin von und zu Liechtenstein
            1. Christopher (* 1926; † 2005), Graf von Rietberg ⚭ Kathleen Hamilton Mahan (* 1930; † 1982)
              1. Gabrielle (* 1957), Gräfin von Rietberg ⚭ Paul Lucas (* 1966)
              2. Mark (* 1959), Graf von Rietberg ⚭ Rachel McLaren (* 1972)

            2. Elisabeth (* 1928; † 1999), Gräfin von Rietberg ⚭ Klaus Bruno von Brehm (* 1925; † 2009), geschieden; ⚭² Richard Onslow (* 1928; † 2005)
            3. Johannes (Hanno) (* 1941; † 2003) ⚭ Kerstin Lundberg (* 1939)
              1. Andreas (* 1968) ⚭ Lena Johansson (* 1969)
              2. Max (* 1972) ⚭ Jaana Tuulikki Pietilä (* 1971)

          3. Ludovika (* 1902; † 1903)
          4. Eduarda (* 1903; † 2001) ⚭ Viktor Graf von und zu Trauttmansdorff-Weinsberg (* 1895; † 1969); ⚭² Alexander Graf und Herr zu Pappenheim (* 1905; † 1995)
          5. Gabrielle (* 1905; † 1995) ⚭ Franz Graf von Kesselstatt (* 1894; † 1938); ⚭² Harrison Day Blair (* 1901; † 1981), geschieden
          6. Louisanne (* 1907; † 1994) ⚭ Maximilian Graf von Galen (* 1892; † 1960)

      2. Melanie (* 1844; † 1858)

    11. August (* 1810; † 1884)
    12. Ida (* 1811; † 1884) ⚭ Fürst Karl Paar (* 1806; † 1881)
    13. Rudolf (* 1816; † 1848), gefallen

  7. Philipp (* 1762; † 1802)
  8. Maria Josepha Hermengilde (* 1768; † 1845) ⚭ Nikolaus II. Fürst Esterházy (* 1765; † 1833)

## Von Karl von Liechtenstein an (Karlische Linie 1730–1908)
1. Karl Borromäus von und zu Liechtenstein (* 1730; † 1789), Fürst von und zu Liechtenstein (nicht regierend; als Oberhaupt der Sekundogenitur) ⚭ Fürstin Eleonore zu Oettingen-Spielberg (* 1745; † 1812)
  1. Josepha (* 1763; † 1833) ⚭ Graf Johann Nepomuk Ernst von Harrach zu Rohrau und Thannhausen (* 1756; † 1829)
  2. Karl (* 1765; † 1795), Fürst ⚭ Gräfin Maria Josepha von Khevenhüller-Metsch (* 1770; † 1849), Tochter von Graf Johann Franz Xaver Anton von Khevenhüller-Metsch (* 1737; † 1797)
    1. Karl (* 1790; † 1865), Fürst ⚭ Gräfin Franziska von Wrbna und Freundenthal (* 1799; † 1863), Tochter von Graf Rudolph von Wrbna und Freudenthal (* 1761; † 1823)
      1. Anna (* 1820; † 1908) ⚭ Fürst Ferdinand von und zu Trauttmansdorff-Weinsberg (* 1803; † 1859)
      2. Theresia (* 1822; † 1824)
      3. Eleonora (* 1825; † 1827)
      4. Karl (* 1827; † 1899), Fürst
      5. Maria (* 1828; † 1830)
      6. Elisabeth (* 1832; † 1894) ⚭ Fürst und Altgraf Hugo Karl zu Salm-Reifferscheidt-Raitz (* 1832; † 1890)
      7. Franziska (* 1833; † 1894) ⚭ Prinz und Herzog Joseph von Arenberg (* 1833; † 1896), Sohn von Herzog Prosper Ludwig von Arenberg (* 1785; † 1861)
      8. Maria (* 1835; † 1905) ⚭ Fürst Ferdinand Bonaventura Kinsky von Wchinitz und Tettau (* 1834; † 1904)
      9. Rudolf (* 1838; † 1908), Fürst
→ Sekundogeniturlinie ausgestorben

    2. Leopold (* 1792; † 1800)
    3. Maria (*/† 1795)

  3. Wenzel von und zu Liechtenstein (* 1767; † 1842), kaiserlich-königlicher Generalmajor
  4. Emanuel (* 1770; † 1773)
  5. Moritz von Liechtenstein (* 1775; † 1819) ⚭ Fürstin Maria Leopoldine Esterházy von Galántha (* 1788; † 1846), Tochter von Fürst Nikolaus II. Esterházy von Galántha (* 1765; † 1833)
    1. Nikolaus (* 1807; † 1808)
    2. Maria (* 1808; † 1871) ⚭ Fürst Ferdinand von Lobkowitz (* 1797; † 1868)
    3. Moritz (* 1810; † 1811)
    4. Eleonora (* 1812; † 1873) ⚭ Fürst Johann Adolf II. zu Schwarzenberg (* 1799; † 1888)
    5. Leopoldine (* 1815; † 1899) ⚭ Prinz Ludwig von Lobkowitz (* 1807; † 1882), Sohn von Fürst Franz Joseph Maximilian von Lobkowitz (* 1772; † 1816)

  6. Franz (* 1776; † 1794)
  7. Alois (* 1780; † 1833)